# Chorizanthe kingii
Chorizanthe kingii là một loài thực vật có hoa trong họ Rau răm. Loài này được Phil. mô tả khoa học đầu tiên năm 1873.